# Malik Mustapha
Malik Mustapha (Charlotte, 25 giugno 2002) è un giocatore di football americano statunitense che milita nel ruolo di safety per i San Francisco 49ers della National Football League (NFL).

## Carriera universitaria
Mustapha giocò a football all'Università di Richmond per un anno prima di trasferirsi a Wake Forest. Vi giocò dal 2021 al 2023, venendo inserito nella seconda formazione ideale dell'Atlantic Coast Conference nell'ultima stagione. Nel corso della sua carriera mise a segno 175 tackle, 3 intercetti e 4 sack in 35 partite.

## Carriera professionistica

### San Francisco 49ers
Mustapha fu scelto nel corso del quarto giro (124º assoluto) del Draft NFL 2024 dai San Francisco 49ers. Nel sesto turno mise a segno il primo intercetto in carriera su Geno Smith nella vittoria esterna sui Seattle Seahawks. La sua prima stagione si chiuse con 72 placcaggi, un intercetto e 5 passaggi deviati in 16 presenze, di cui 12 come titolare.